# حياة أو موت (فلم)
حياة أو موت هو فيلم مصري عرض عام 1954، بطولة عماد حمدي ومديحة يسري، ومن إخراج كمال الشيخ.

## قصة الفيلم
أحمد إبراهيم (عماد حمدي) الكائن بدير النحاس بمصر العتيقة موظف بسيط بإحدى الشركات الخاصة يعيش مع زوجته (مديحة يسري) وابنته الصغيرة سميرة (ضحى أمير)، تم الإستغناء عنه وذهب إلى الشركة لصرف مكافأة نهاية الخدمة خصوصاً والعيد على الأبواب وهو بدون عمل منذ شهرين ولكن المدير (عبد القادر المسيري) أجل صرف المكافأة لما بعد العيد، فباع ساعته واشترى لابنته فستان جديد، اقترحت عليه زوجته أن يقضوا العيد في بيت أبيها (عبد البديع العربي) وأمها (رفيعة الشال) ولكنه رفض مما أثار استياء زوجته فأخذت ابنتها وتركت البيت ولكن الابنة لم تتحمل ترك أبيها وحيد الانها تعلم انه مريض و قد وصلت في الوقت المناسب الانه عند وصولها حصلت له نوبه الم شديد و هو استطاع إرسالها لشراء دواء يقلل من ضرر النوبات ولكنها وصلت للصيدلية المقفله لراحة الظهيرة واقترح عليها مساعد الصيدلي أن تذهب إلى صيدلية العتبة لأنها الوحيدة التي لا تغلق ظهرا، ووصلت بالترام للعتبة وقام الصيدلي (حسين رياض) بتحضير الدواء وطلب منها 25 قرشا ثمن الدواء فأعطته كل مامعها وهو 24 قرشا فقد ركبت الترام بقرش ووافق الصيدلي ولكن بعد خروجها اكتشف أنه وضع كميه (كبريتات نحاس) قاتله في الدواء المركب فأرسل مساعده (عبد المنعم بسيوني) في أثرها فلم يعثر عليها وخشى الصيدلي من عاقبه غلطته و موت المريض من أول جرعة، ذهب الصيدلي إلى قسم الشرطه فلم يجد تعاوناَ من الشاويش النوبتجي (توفيق صادق) فذهب إلى الحكمدارية حيث تصادف أن جميع القيادات كانت مجتمعه من أجل هروب أحد المجرمين الخطرين أسمه أحمد الضبع وعندما قال للضابط (عدلي كاسب) أنه جاء من أجل( أحمد )ظن الضابط ان الصيدلي يتحدث عن أحمد المجرم فأدخله للحكمدار (يوسف وهبي) الذي استمع لقصته وتعاطف معه وبدأوا عملية البحث عن الفتاة واتصل الصيدلي بالطبيب الذي كتب الروشتة وعلم منه عنوان المريض وذهبوا إلى العنوان فوجدوه قد انتقل إلى دير النحاس وكلفت دوريات الشرطة بالبحث عن فتاة صغيرة تحمل زجاجه دواء، أما رحلة البنت في طريق العودة فكانت مثيرة ومحفوفة بالمخاطر خصوصا وهي لا تملك نقوداً وتجلى تعاون المصريين مع الصغيرة فقد أركبها الكمساري مجاناً بعض الوقت وحين نزلت لشارع قام صبي بريء بتهريبها عندما اساء فهم الوضع و ظن ان الشرطه تحاول القبض على فتاه صغيرة تشبهها ثم خطف منها أحد السكارى الماره زجاجه الدواء حين ظن انها تحتوي على الكحول ولكن المارة الاخرين استعادوها منه ، عندما وجدت الشرطه الفشل المتكرر في بحثها عن الطفله طلبوا المساعده من محطة الإذاعة لضيق الوقت فتم بث النداء التالي: "من حكمدار العاصمة إلى أحمد إبراهيم الساكن في دير النحاس لا تشرب الدواء الذي أرسلت ابنتك لشراء الانه يحتوي على سم قاتل و بلغ الحكمدارية فورا سماعك هذه النشرة "، و حين سمعت زوجته للنداء اسرعت في العودة لمنزل زوجها لمساعده في نوبه مرضه ووصلت أثناء تناوله الدواء فأزاحته عن فمه في اللحظة الأخيرة ووصلت الشرطه ايضا مع الصيدلي للاطمئنان على سلامه و إعطاء وصفه الدواء الصحيحه . 

## طاقم التمثيل
- عماد حمدي: (أحمد إبراهيم)
- مديحة يسري: (زوجة أحمد إبراهيم)
- يوسف وهبي: (حكمدار العاصمة)
- حسين رياض: (الصيدلي)
- رشدي أباظة: (ضابط البوليس)
- ضحى أمير: (الطفلة سميرة)
- عدلي كاسب: (ضابط)
- أحمد الحداد: (الذي سُرق منه الخاتم)
- عز الدين شاكر
- عبد المنعم بسيوني: (مساعد الصيدلي)
- عبد القادر المسيري: (المدير)
- رفيعة الشال: (والدة الزوجة)
- عبد الغني النجدي: (البواب النائم)
- توفيق صادق: (صول القسم)
- عبد الحميد زكي: (الأسطى شلبي)
- محسن حسنين: (شلبي - العشيق)
- سيد المنشاوي
- أنور الخوام: (صبي القهوجي)
- سعاد فوزي: (الزوجة الخائنة)
- عبد المنعم إسماعيل: (الزوج المخدوع)
- علي عيسى: (الطفل)
- رشوان مصطفى
- فاروق علي: (راكب الدراجة)
- حسن أبو زيد: (السكران)
- شلاضيمو: (اللص)
- عبد البديع العربي: (والد الزوجة)
- حسين قنديل
- توفيق إسماعيل
- جورج عساف

## فريق العمل
- إخراج: كمال الشيخ
- قصة: كمال الشيخ
- سيناريو: علي الزرقاني، كمال الشيخ
- حوار: علي الزرقاني
- مدير التصوير: أحمد خورشيد
- مونتاج: أميرة فايد
- إنتاج: لوتس فيلم (آسيا داغر)
- توزيع: لوتس فيلم (آسيا داغر)

## جوائز الفيلم
دخل الفيلم في المسابقة الرسمية في مهرجان كان السينمائي 1955 وحاز على جائزة الدولة عام 1955 وكذلك على جائزة أحسن فيلم من المركز الكاثوليكي المصري عام 1954.

## وصلات خارجية
- مقالات تستعمل روابط فنية بلا صلة مع ويكي بيانات